# Georg Carl Wilhelm Vatke
Georg Carl Wilhelm Vatke (Berlino, 12 agosto 1849 – Berlino, 6 aprile 1889) è stato un botanico tedesco.

## Biografia
Raccolse spermatophytes durante il 1868-1876 in Austria, Germania, Madagascar e Angola. Era assistente dei giardini botanici di Berlino nel 1876-1879, e successivamente diventò uno studioso privato.
Il genere botanico Vatkea è stato nominato in suo onore da Karl August Otto Hoffmann nel 1880.